# Tallarol esparverenc
El tallarol esparverenc (Curruca nisoria; syn: sylvia nisoria), és una espècie d'au passeriforme dins de la família dels sílvids (Sylviidae). El seu estat de conservació es considera de risc mínim.

## Taxonomia
Aquesta espècie era classificada en el gènere Sylvia, però el Congrés Ornitològic Internacional, en la llista mundial d'ocells (versió 10.2, 2020) el transferí al gènere Curruca. Segons el Handook of the Birds of the World i la quarta versió de la BirdLife International Checklist of the birds of the world (Desembre 2019), aquest tàxon apareix classificat encara dins del gènere Sylvia.

## Descripció
Té una grandària gran per amb una longitud d'uns 15 a 17 cm, una envergadura d'uns 24 a 26 cm, i un pes de 26 a 30 g. Els adults són de color gris mat, d'un to més fosc al voltant dels ulls, que són surtints amb l'iris de color groc. El pap, coll, pit, ventre, i flancs, són d'un color blanquinós entapissat de mitges llunes en to gris. Les ales són més fosques amb plomes grises i marrons. Potes marró rosaci. Femelles i mascles a penes es diferencien, sent el plomatge del mateix color. Els exemplars immadurs ostenten un plomatge d'un to més apagat.

## Localització
El tallarol esparverenc té una presència ocasional, és a dir, poc comuna o accidental. Aquesta espècie s'estén i reprodueix per bona part d'Europa central i a la major part d'Àsia temperada. Últimament la població diminueix en algunes àrees i en països, la qual cosa és a causa de la pèrdua del seu hàbitat que està amenaçat per l'agricultura intensiva. És un ocell migratori, que passa els hiverns a l'est d'Àfrica.

## Hàbitat
Es localitza en camps oberts, on la vegetació és majoritàriament arbustiva, ja que és entre la mala herba i en els matolls on aquesta ocell construirà els nius.